# Лоу-Фай-Фънк
Lo-Fi-Fnk (произнася се лоу-фай-фънк) е шведско инди/електронно дуо съставено от Лео „Оля“ Друйе и Аугуст „Бени“ Хелшинг и базирано в Стокхолм.

## История
Lo-Fi-Fnk е сформирано като група през 2001, когато Лео Друйе и Аугуст Хелшинг се запознават в гимназията. Обединяват усилията си, за да създават музиката, която най-силно им е повлияла. Първоначално основно се занимават със създаването на танцувална музика, впечатлени от динамичното развитие на електронната музика в родната им Швеция. Още през 2002 издават първото си EP озаглавено „We Is“ и издадено от звукозаписната компания La Vida Locash, с която са подписали договор малко преди това.
През 2004 излиза сингълът „Unighted“, който бързо привлича вниманието на музикалната критика и почитатели. Песента демонстрира по-добра вокална и инструментална техника и бързо се превръща в хит в Швеция. Групата е канена да вземе участие в различни местни фестивали, най-големия сред които Hultsfredsfestivalen. Дуото свири на живо и по най-голямото шведско радио P3.
През 2005 излиза второто EP на Lo-Fi-Fnk „(...And the JFG?)“. Три от шестте песни включени в този мини-албум са пускани редовно по шведските национални радио станции, а самото EP популяризира дуото в цяла Европа. Впоследствие групата има над 30 участия в различни части на Стария континент, а техни песни са включени в множество компилации.
На следващата година е издаден първият студиен албум „Boylife“, който първоначално излиза в Швеция, а в следващите месеци в Скандивия и цяла Европа. Това е и първият техен продукт, който е издаден и в САЩ, след което дуото има кратко турне в Щатите. От албума са синглите „Change Channel“ и „Wake Up“.

## Дискография
- „We Is“, EP (2002)
- „(...And the JFG?)“, EP (2005)
- „Boylife“, LP (2006)